# Alvarães (Amazonas)
 Alvarães  es un municipio de Brasil, situado en el estado de Amazonas.
Se encuentra a uma latitud 03º13'15" sur y a una longitud 64º48'15" oeste, estando a una altitud de 75 metros. Su población estimada en 2004 era de 18.405 habitantes.
Tiene un área de 5912,9 km².